# Olof Nilsson (död 1652)
Olof Nilsson, född omkring 1570, död före december 1650, var en svensk ämbetsman och borgmästare. 

## Biografi
Olof Nilsson föddes omkring 1570. Han var son till tullnären Nils Larsson och Ingrid i Stockholm. Olof Nilsson blev 1597 borgare i Stockholm och var från 5 maj 1600 till 8 juli 1607 en av borgerskapets 48 äldsta. Han var från 22 maj 1601 till 14 maj 1604 brandmästare i staden. År 1602 anklagades och fängslades han för att i hemlighet ha skickat ett brev till katoliken Georg Palmerius, som var gift med hans syster Brita Nilsdotter. Vilka hade rymt till Polen. Olof Nilsson var från 27 maj 1605 till 8 juli 1609 kyrkvärd i Storkyrkan. Olof Nilsson blev 8 juli 1607 kämnär och 30 maj 1608 borgmästare. Han blev i juni 1615 assessor i Svea hovrätt och var även från 1631 häradshövding i Vaksala, Bälinge och bro härads domsaga. Den 20 maj 1642 slutade han vid Svea hovrätt. Olof Nilsson avled före december 1650.

### Familj
Olof Nilsson gifte sig före 1597 med Barbro Mattsdotter Törne (död 1650). Hon var dotter till kammarmästaren Matts Törne. De fick tillsammans sonen borgmästaren Hans Olofsson Törne (1612–1671) i Stockholm.